# Готшалк фон Цутфен
Готшалк фон Цутфен (на немски: Gottschalk von Zutphen; Gottschalk von Twente; * ок. 1010; † 1063/1064/ок. 1065) е от 1026 г. граф на Твенте и Аградингау, от 1046 до 1063 г. господар на Цутфен в Северен Хамаланд със столица Цутфен.

## Биография
Той е син на Херман фон Нифтерлаке († 1029), граф на Вердюн, граф в Айфелгау-Вестфалия, и Матилда фон Дагсбург, дъщеря на граф Лудвиг фон Дагсбург († сл. 980) и Юдит фон Онинген. Брат е на Готфрид фон Хюнебург, фогт на Нойвайлер († сл. 1070).
Готшалк се жени преди 1046 г. за Аделхайд (1011 – 1051), дъщеря наследничка на граф Людолф Браувайлер († 1031) от фамилията Ецони, и на Матилда фон Хамерщайн, дъщеря на господаря на Цутфен Ото фон Хамерщайн (975 – 1036, Конрадини) и на Ирмингарда фон Вердюн († 1042), единствената дъщеря на граф Готфрид I Пленник (Вигерихиди). Майка му донася в брака си Цутфен и части от наследството на нейната майка. Чрез женитба Готшалк става също фогт на манастирите Мюнстер, Боргхорст и Браувайлер.
През 1063 г. той помага на Адалберт фон Бремен, архиепископ на Хамбург и Бремен, при подчиняването на някои васали и християнизирането на фризите. Той умира малко след това.

## Деца
Готшалк и Аделхайд имат децата:
- Гебхард (Герхард I ван Лоен) (* ок. 1045; † 1085), граф на Лоон, Твенте
- Ото Богатия (* ок. 1050; † 1113), от 1063 до 1113 г. господар и по-късно граф на Цутфен и Твенте и фогт на Корвей; ∞ Юдит фон Арнщайн († 1118)
- Гуда (Юта) ван Цутфен (* ок. 1042), омъжена ок. 1065 г. за граф Лудвиг I фон Арнщайн-Айнрихгау († 1084)
- Гумберт (Хумберт), духовник, монах в Корвей и след това в манастир в Падерборн.

Според решершите на Доналд К. Джекман той има и децата:
- Готшалк II, господар на Генеп
- Херберт, господар на Милен, женен за Хедвиг, баща на Свети Норберт фон Ксантен (1080 – 1134), основател на Ордена на премонстрантите.